# Andrea Grisales
Andrea Grisales Naranjo  (7 de mayo de 1978) es una nadadora Colombiana especialista en las pruebas de estilo Libre. Su primera participación internacional la realizó en el Campeonato Centro Americano y del Caribe de Natación que se realizó en Mérida, México en 1991. Representó a Colombia en varios eventos deportivos como, Copa Pacífico de Natación y el Campeonato Sudamericano de Natación. 